# Oppidum de Mus
Oppidum de Sauve
L'oppidum de Mus ou oppidum de Sauve est un site archéologique situé sur la commune de Sauve, dans le département du Gard (France).

## Localisation et environnement
Bains romains : 43.963257° Nord 3.936208° Est 

Fouilles archéologiques : 43.964244° Nord 3.933385° Est
Le site se trouve à 2,5 km au nord de l'actuel village de Sauve.

## Protection
L'oppidum fait l’objet de deux classements au titre des monuments historiques par arrêtés du 5 janvier 1971 (concernant l'« Oppidum et ruines de villa gallo-romaine ») et du 7 mai 1974 (concernant l'« Oppidum et vestiges architecturaux gallo-romains »).

## Galerie

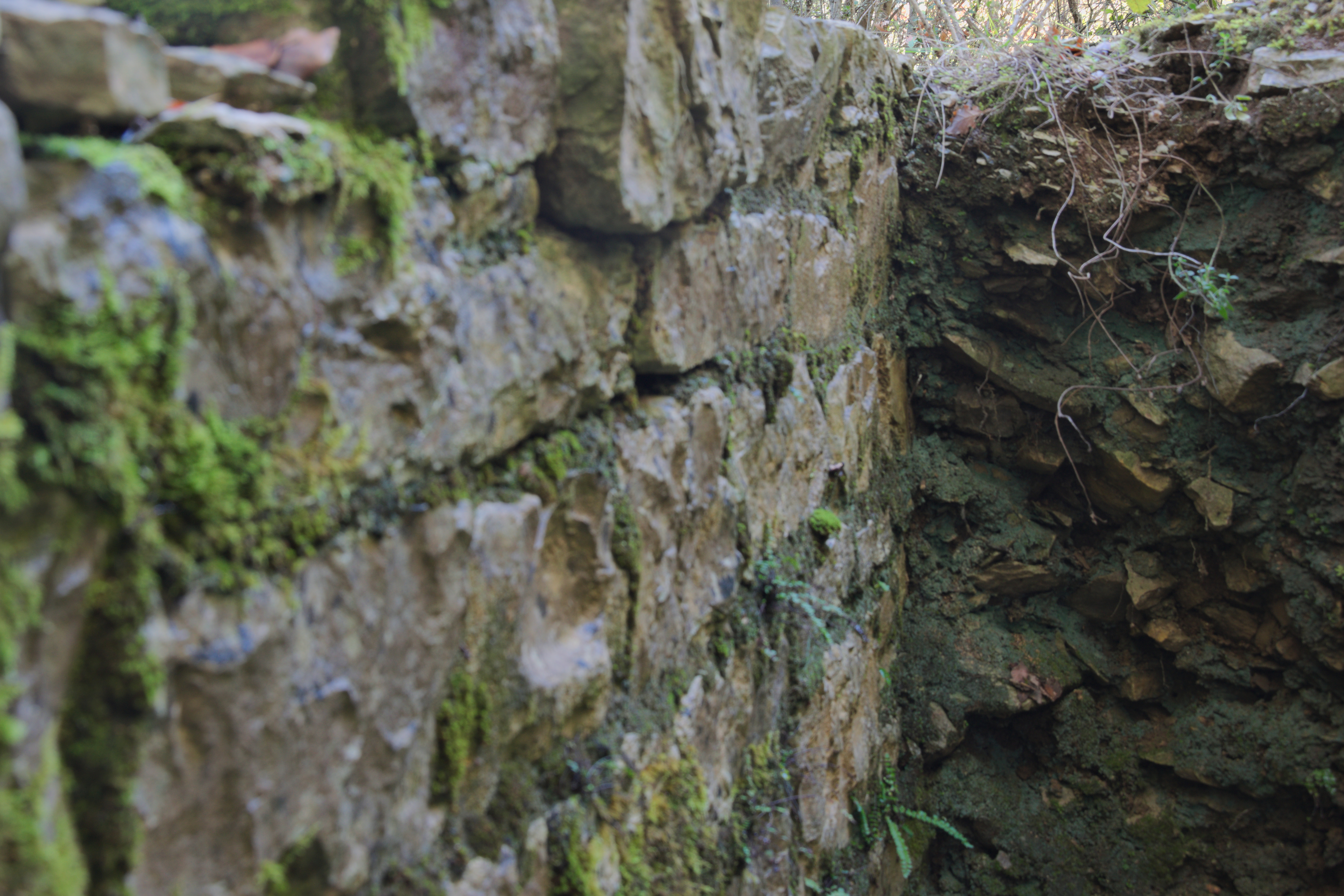
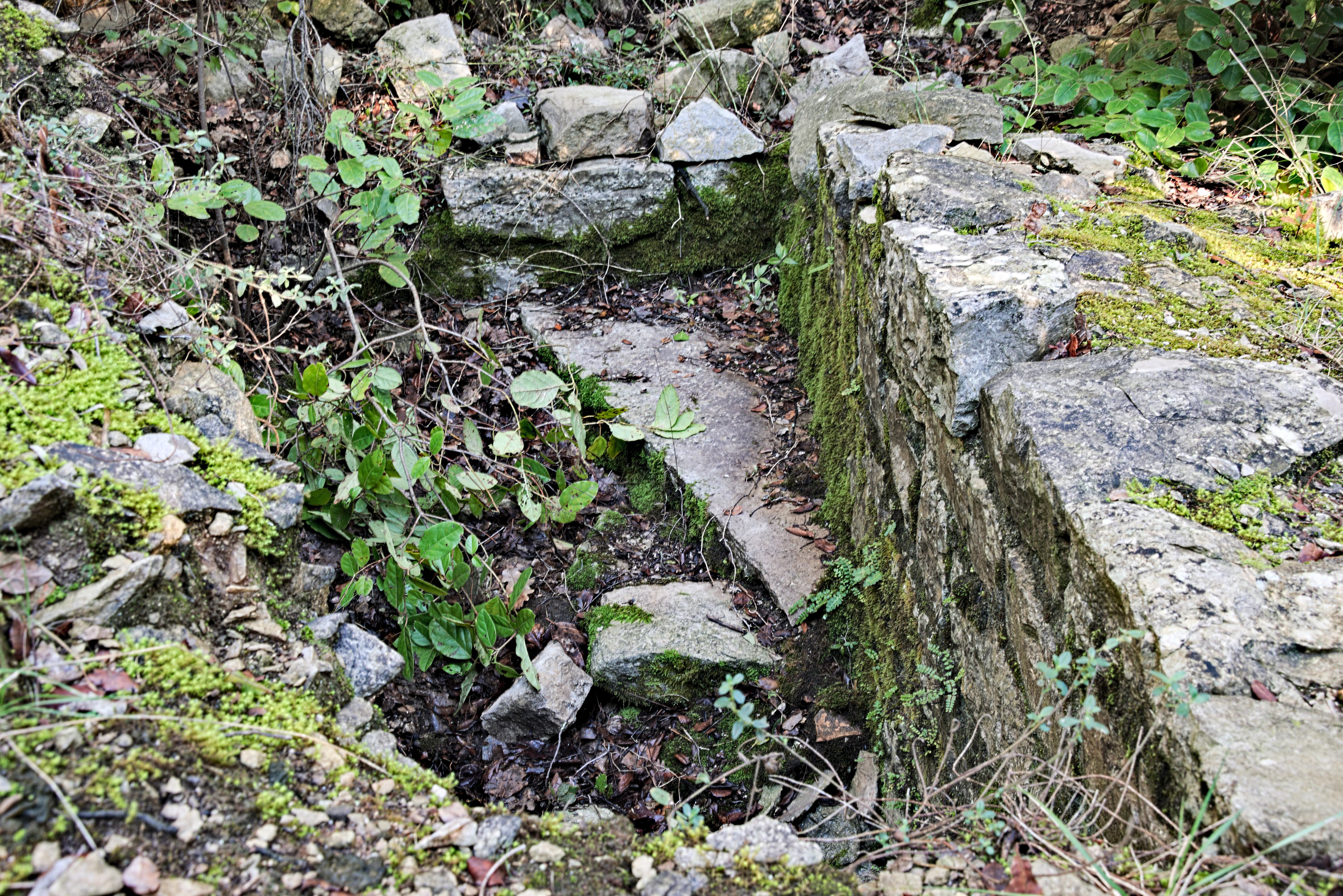
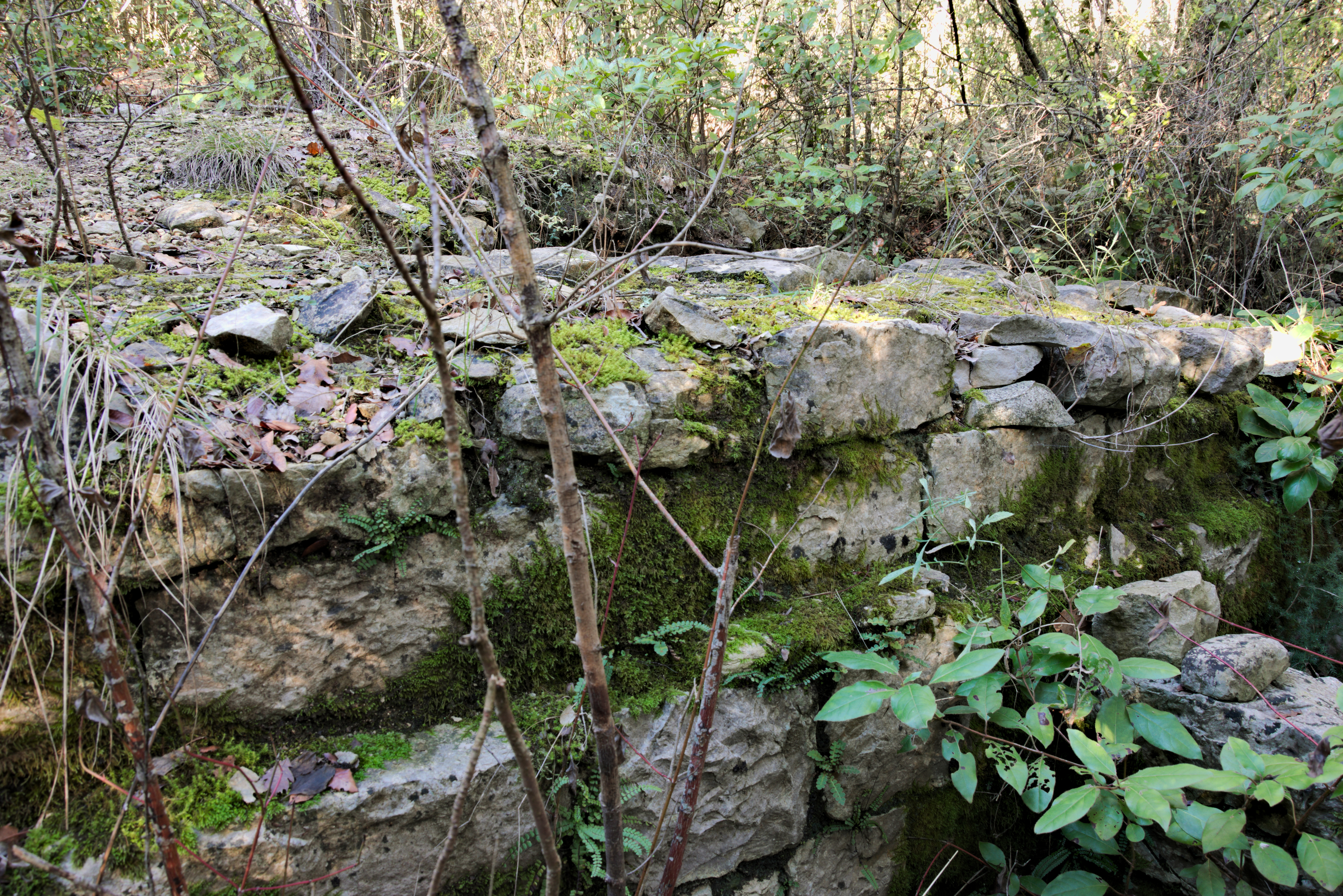
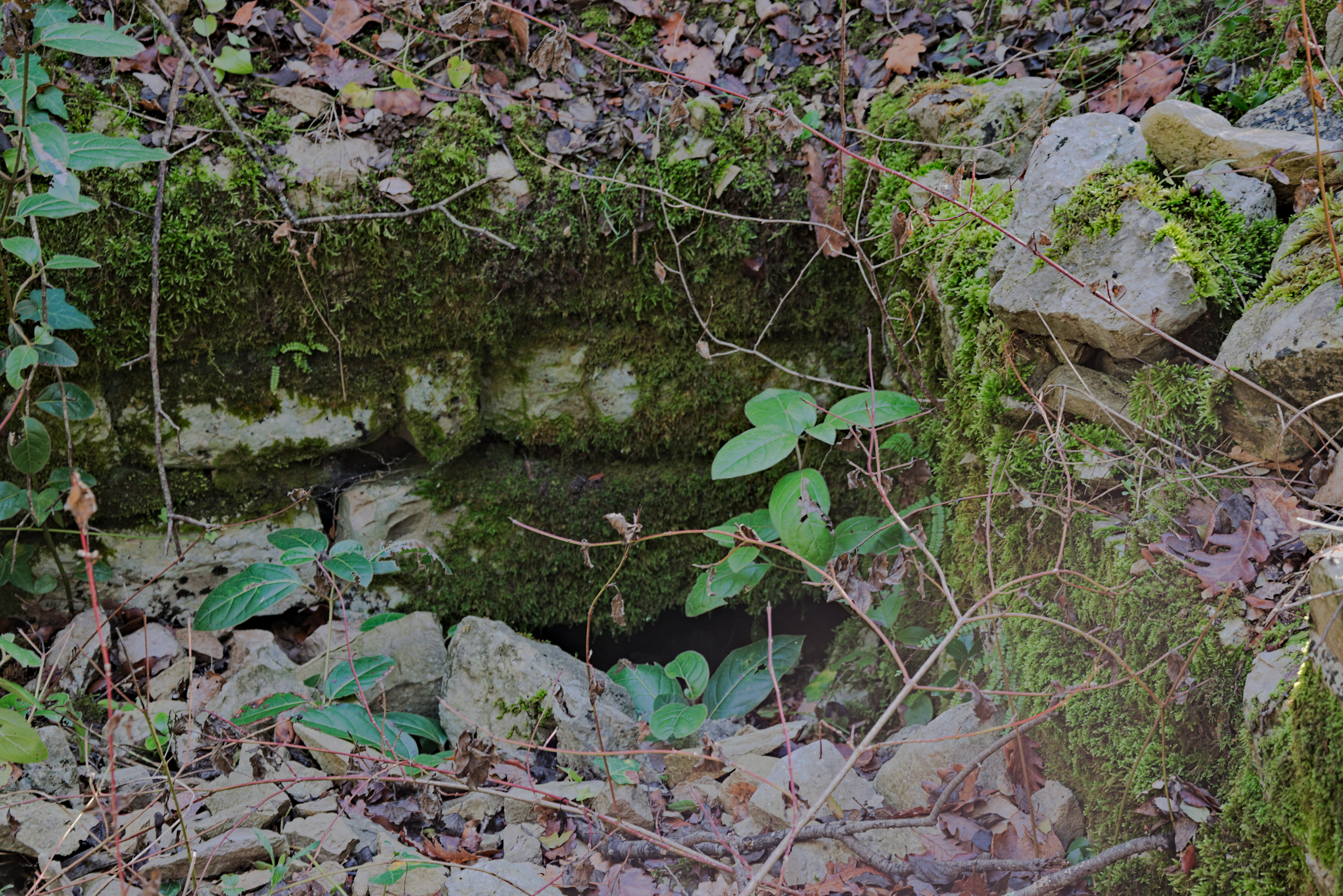
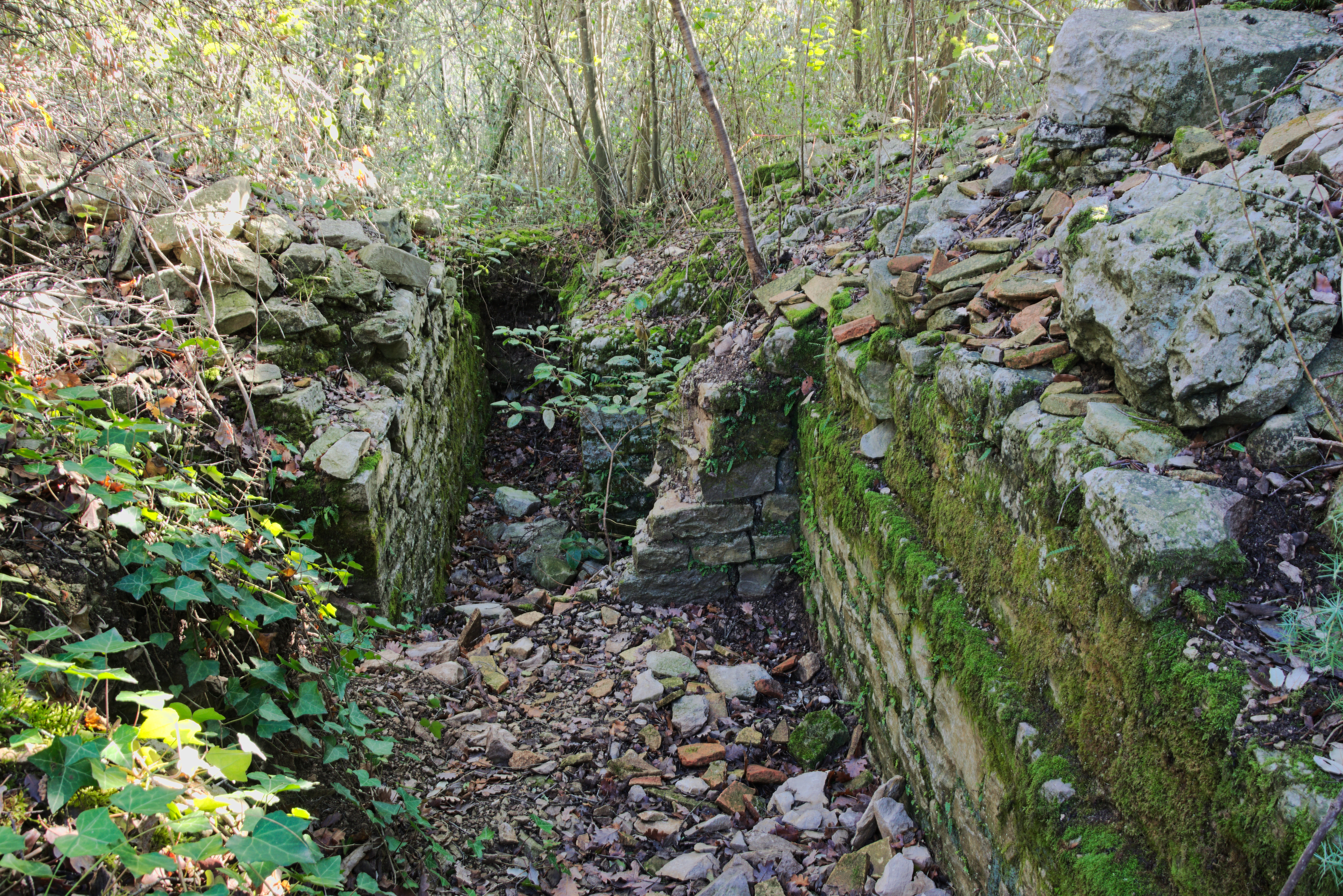
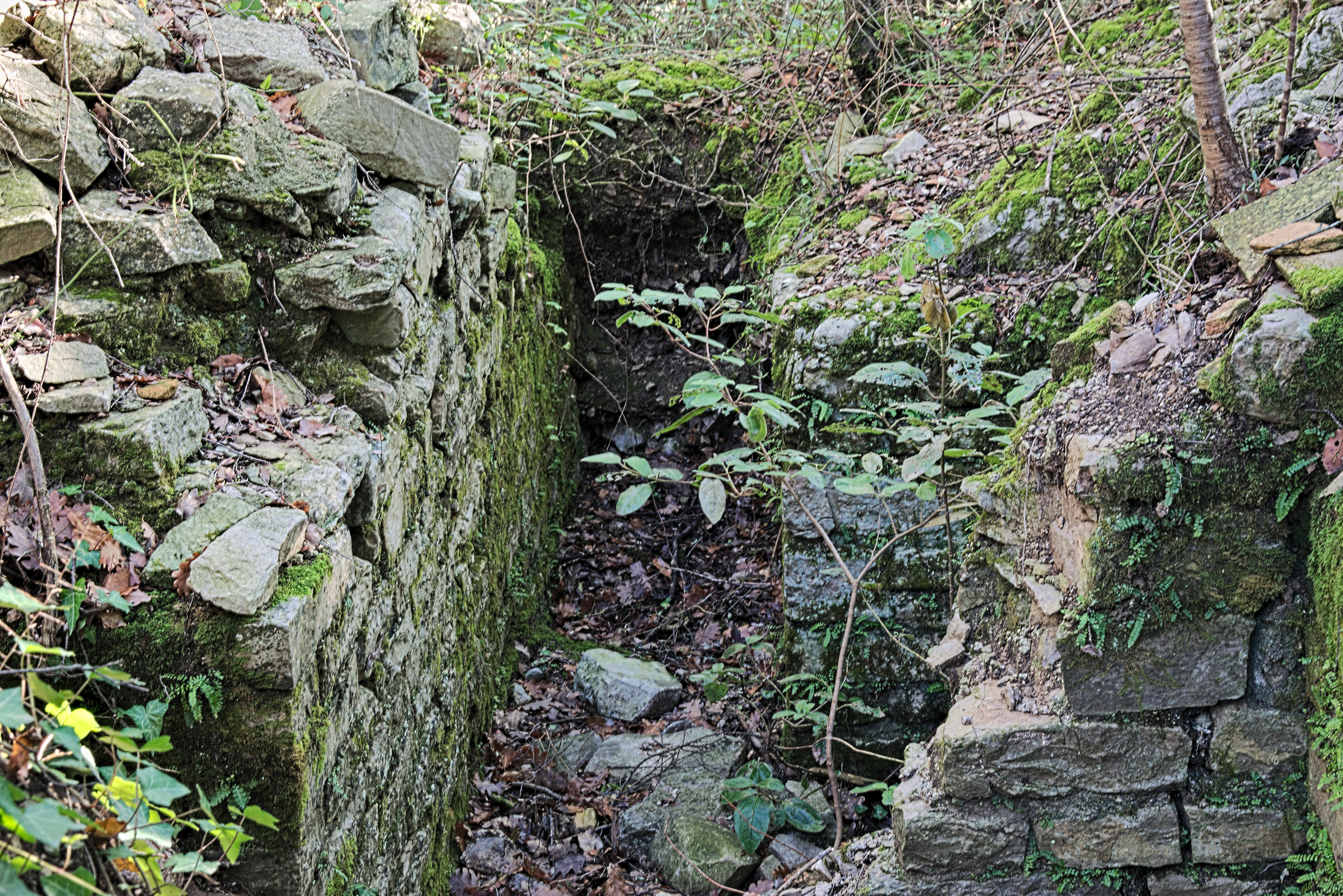